# Powiat krakowski (Galicja)
Powiat krakowski – dawny powiat kraju koronnego Królestwo Galicji i Lodomerii, istniejący w latach 1867–1918.
Siedzibą c.k. starostwa był Kraków. Powierzchnia powiatu w 1879 roku wynosiła 4,977 mil kw. (286,38 km²), a ludność 56 465 osób. Powiat liczył 113 osad, zorganizowanych w 106 gmin katastralnych.
Na terenie powiatu działały 2 sądy powiatowe – w Liszkach, oraz delegowany sąd miejski w Krakowie.

## Starostowie powiatu
- Juliusz Bobowski (1871)
- Filip Zaleski (1879)
- Kazimierz Badeni (1882)
- Eugeniusz Kuczkowski (1888–1891)

## Komisarze rządowi
- Jędrzej Biesiadzki (1871)
- Ignacy Zabierzewski (1871)
- Mieczysław Polikowski (1871)
- Adam Jędrzejowicz (1879)
- Ignacy Zabierzewski (1879–1882)
- Karol Fetter (1879–1882)
- Henryk Link (1882)
- Władysław Niwicki (1890)

## Komisarze powiatowi
- Tadeusz Kowalewski, Daniel Berlinenkampf-Rodich (1917)[1]